# Apalis chirindensis
Apalis chirindensis е вид птица от семейство Cisticolidae. Видът е незастрашен от изчезване.

## Разпространение
Разпространен е в Мозамбик и Зимбабве.